# J.P. McManus
John Patrick "J. P." McManus (Limerick, 10 maart 1951) is een Ierse zakenman en eigenaar en fokker van renpaarden.

## Jonge jaren
McManus begon zijn carrière bij het familiebedrijf voor de verhuur van machines ten behoeve van de constructie industrie. Vervolgens werd hij bookmaker op de hondenrenbaan van Limerick, "Market Field", alvorens over te stappen op renpaarden. Op advies van zijn zakenpartner Jimmy Hayes werd hij (mede-)eigenaar van renaarden. McManus is nu eigenaar van een paardenfokkerij in County Kildare. In 1982 namen hij en zijn vrouw Noreen, een voormalig verpleegster, Martinstown Stud (ca. 400 acre) in Limerick over van de McCalmont-familie. McManus eerste paard was Cill Dara, welke voorheen in het bezit was van de advocaat en legendarische gokker Tim O'Toole. McManus is nu de grootste paardeneigenaar in de hindernisrennen met meer dan 400 paarden in training. Bekend om zijn grote, en zeer dikwijls succesvolle, weddenschappen is hij een bekend figuur voor zowel de fans als de professionals in de wereld van de paardenrennen. Toch slaagt hij erin iets van een mysterie te blijven.
In 2006 bouwde hij een € 120 miljoen kostend landhuis bij zijn Martinstown fokkerij in County Limerick.

## Carrière
Zijn eerste werkelijk grote winst was met een paard genaam Mister Donavan in Cheltenham. De favoriet voor deze race Angelo Salvini sprong weg bij de start zodat tweede favoriet Mister Donavan met de winst kon gaan strijken. J.P. McManus had over de jaren nauwe relaties met bekende jockeys als T. Busteed, N. Madden, T.M. Walsh, F. Codd, T. Carmody, B. Fletcher, Dermot Browne en de bekende racecommentator Peter O'Sullivan. Deze laatste hielp hem met het ontmoeten van "de juiste mensen", waaronder Robert Sangster, de vroegere baas van Vernon Pools. Hij zegt dat hij tegenwoordig nog slechts zelden wed en dan nog alleen kleine weddenschappen. Wedden is voor hem zeker geen obsessie, hoewel hij er rijk van geworden is.
Zijn bekende wedstrijdkleuren, groen en gouden ringen, zijn dezelfde kleuren als van de South Liberties GAA Club.
De bekendste van zijn paarden is Istabraq, drie keer winnaar van de Champion Hurdle. Hij had geen andere paarden in training bij Istabraqs trainer Aiden O'Brien sinds zijn komst naar Ballydoyle. Twaalfvoudig Champion jockey A.P. McCoy is de vaste jockey alhier. Voormalig kampioen jockey J.J. O'Neil is tegenwoordig trainer van de meeste paarden die McManus houdt op Jackdaws Castle, een andere fokkerij/traininscentrum van hem.

## Geldhandel en zaken
Een belangrijk deel van zijn rijkdom, maar niet alles, lijkt te zijn verworven via de handel in buitenlandse valuta. Deze handel leidt hij vanuit zijn kantoor in Genève, Zwitserland, waarhij om fiscale redenen officieel woont. Hij heeft echter ook een permanente suite in het Dorchester Hotel in Londen terwijl hij meestal gedurende de weekeinden in Ierland verblijft.
Valuthandel is blijkbaar zijn specialiteit en zijn inzetten zijn altijd enorm. Hij steunt daarbij sterk op de adviezen van zijn goede vrienden Dermot Desmond en Joe Lewis. Raymond Smith heeft hem geportretteerd in "High Rollers on the Turf" en zijn mening over het nemen van risico's is zeker het lezen waard. McManus heeft nu een breed pakket aan investeringen, van ontspanningscentra via wedkantoren en pubs tot verpleeghuizen. Hij is ook een grote aandeelhouder in Ladbrokes.
Samen met zijn zakenpartner John Magnier had hij een aandeel van 28,89% verworven in Manchester United FC. Dit aandeel verkochten zij aan de huidige eigenaar Malcolm Glazer. In 2004 zette McManus Sporting Limerick op GAA-teams in county Limerick sponsort.
McManus is verder een enthousiast golfer en een goede vriend van Tiger Woods, die huwde in zijn "Sandy Lane Hotel" in Barbados.

## Rijkdom
McManus persoonlijke fortuin wordt tegenwoordig geschat op 1,2 miljard euro. Naar schatting was zijn vermogen op haar hoogtepunt dicht bij de 2 miljard euro maar ook een man als McManus is niet ongevoelig voor de economische malaise.

## Goede doelen
In 1996 heeft McManus de "J.P. McManus Scholarship Award" opgezet. Hiermee heeft hij beurzen voor hoger onderwijs aan oud-leerlingen van zijn middelbare school, de Christian Brothers School Sexton Street in Limerick. Elk jaar komen hier acht leerlingen voor in aanmerking. Elke vijf jaar organiseert McManus het "J. P. McManus Invitation Pro-Am" golftoernooi in Limerick teneinde fondsen te werven voor goede doelen in county Limerick.

Hij heeft een ere-doctoraat gekregen van de Universiteit van Limerick en heeft haar "Kemmy Business School" gefinancierd. Kemmy, een socialist, was een goede vriend van McManus en presenteerde de bekende "Ierse Fiscale Amnestie" aan de Dáil Éireann. In februari 2007 kreeg McManus het "Honorary Patronage" van de University Philosophical Society van Trinity College Dublin, vanwege zijn bijdragen aan dit instituut.

## Trivia
- Sinds 1999 voert McManus een zeer openbare strijd met de bekende Schotse bookmaker "Fearless" Freddie Williams. Op 16 maart 2006 won McManus ruim 1 miljoen Engelse ponden (toen zo'n 1,5 miljoen euro) van Williams op hun favoriete slagveld Cheltenham.
- Ten bate van het huwelijk van zijn dochter financierde McManus de renovatie van de kerk en het opknappen van de weg tussen zijn landhuis en de kerk.